# Kungsholms kyrkogård
Kungsholmens kyrkogård är en historisk begravningsplats belägen i stadsdelen Kungsholmen i Stockholm, intill Kungsholms kyrka. Kyrkogården anlades år 1672 och är en av de äldsta på Kungsholmen. Den tillhör sedan 2014 Västermalms församling inom Svenska kyrkan.

## Historik
Området där Kungsholmen nu ligger kallades i äldre tider för Munkelägret, eftersom marken tillhörde Stockholms munkkloster och Helgeandshuset genom gåvor, pantsättning och köp. Under Gustav Vasas tid övergick området till kronan, men donerades senare av drottning Kristina till Stockholms stad.
Munkelägret tillhörde ursprungligen Solna församling och därefter Storkyrkan, men blev 1671 en egen församling. Marken där kyrkan och kyrkogården nu ligger tillhörde tidigare fabrikören Anders Slorff, som av drottning Kristina fått rätt att driva ett vantmakeri (en form av textilfabrik). Efter hans död sålde änkan tomten – kallad Kvarnberget – till församlingen, som inrättade en interimskyrka där.
Denna träkyrka brann ner 1679, och fram till invigningen av den nuvarande stenkyrkan 1688 användes en annan byggnad som kyrkolokal. Kyrkan fick namnet Ulrika Eleonora kyrka, efter kung Karl XIs gemål.

## Kyrkogårdens utformning
Kyrkogården anlades formellt 1672. De första gravarna grävdes troligen vid foten av Kvarnberget, söder och sydväst om kyrkan. Under 1690-talet sprängdes och jämnades marken ut, och 1695 byggdes en mur av sten från berget.
Kyrkogården är numera helt inhägnad – med murar på två sidor och järnstaket på granitgrund på de övriga. Det finns två portar på norra sidan och tre på den södra. Under sommarhalvåret är kyrkogården en lummig plats med blommande kastanjer och gröna gräsmattor.

## Kända gravar
I kyrkan och på kyrkogården finns flera historiskt intressanta gravar:
- Johan Adlercrantz (1651–1693), kommissarien vid kungliga amiraliteten.[1]
- Lars Flemming (1656–1697), assessor.[1]
- Clas Gripenhjelm (1674–1694), baron.[1]
- Robert Lichton (1631–1692), greve och generallöjtnant.[1]
- Hans Reutercrantz (1640–1695), kunglig jägmästare.[1]

Kyrkogården har också flera familjegravar, bland annat:
- Den Westinska och Möllerska familjegraven.[1]
- Gravmonument över Erik Sjöberg (Vitalis), rest 1862 av vänner till den fosterländska dikten.[1]
- Grevinnan Psilanderskölds och greve Gustaf Snoilskys gravmonument, nära den östra porten.[1]
- Hovrättsrådet Carl Estenberg (1728–1815) – hans familjegrav är en av de största på kyrkogården.[1]
- B. C. Klein (f. 1863) – viloplats under ett stort monument i sydvästra delen.[1]

Ett särskilt monument i nordöstra hörnet är prytt med en orm som biter sig i stjärten och inskriptionen "v. Döbeln", med fyra datum (11 juli 1827, 23 aug. 1844, 4 okt. 1848, 13 aug. 1860).

## Nutid
Kyrkogården är på våren och hösten ofta gyttjig och svårframkomlig, och under vintern används de branta gångarna ibland som kälkbackar. Trots detta är platsen under sommaren en av de mest idylliska och gröna begravningsplatserna i innerstaden.

## Bilder

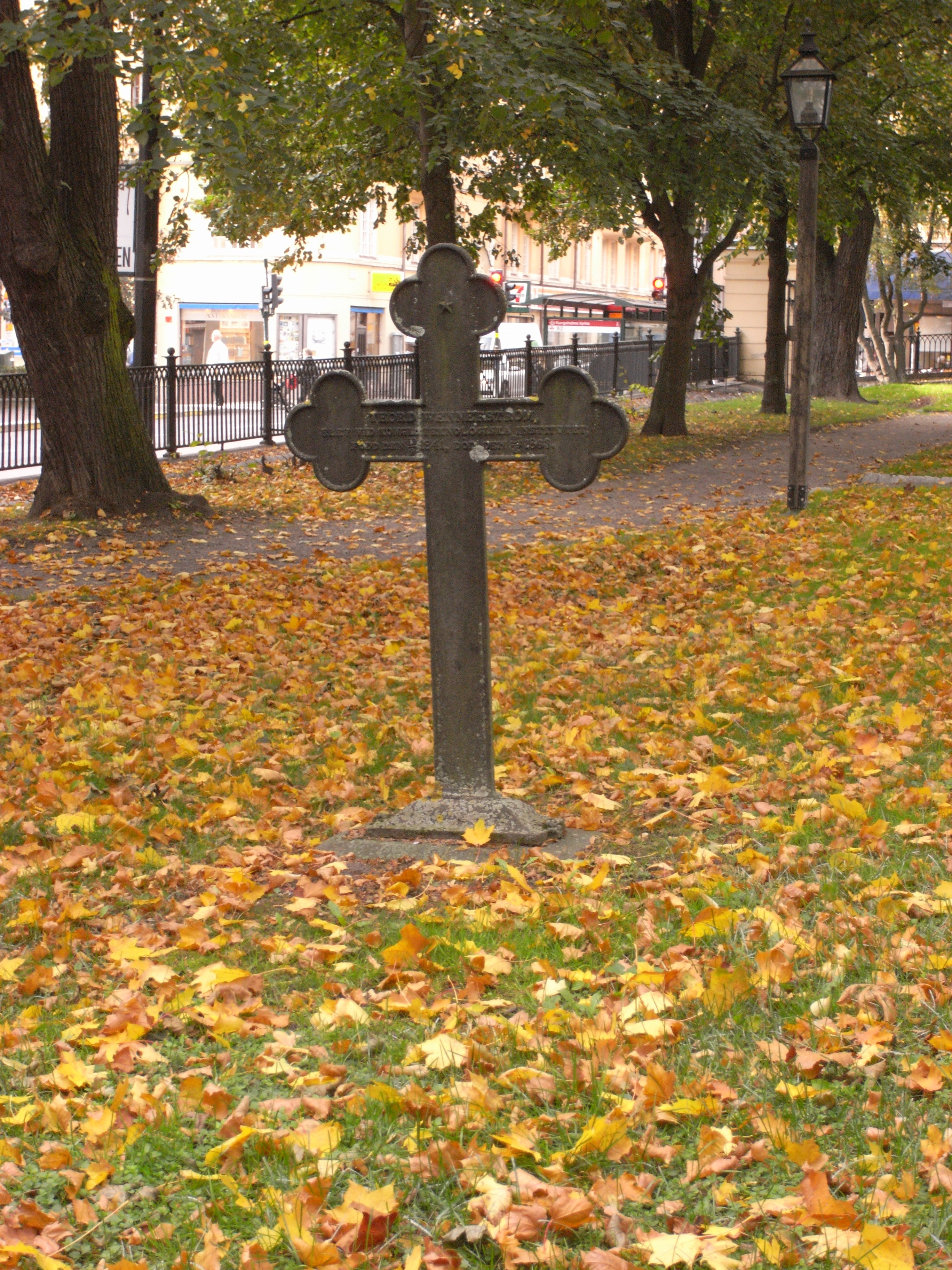
Kors på Kungsholmens kyrkogård.
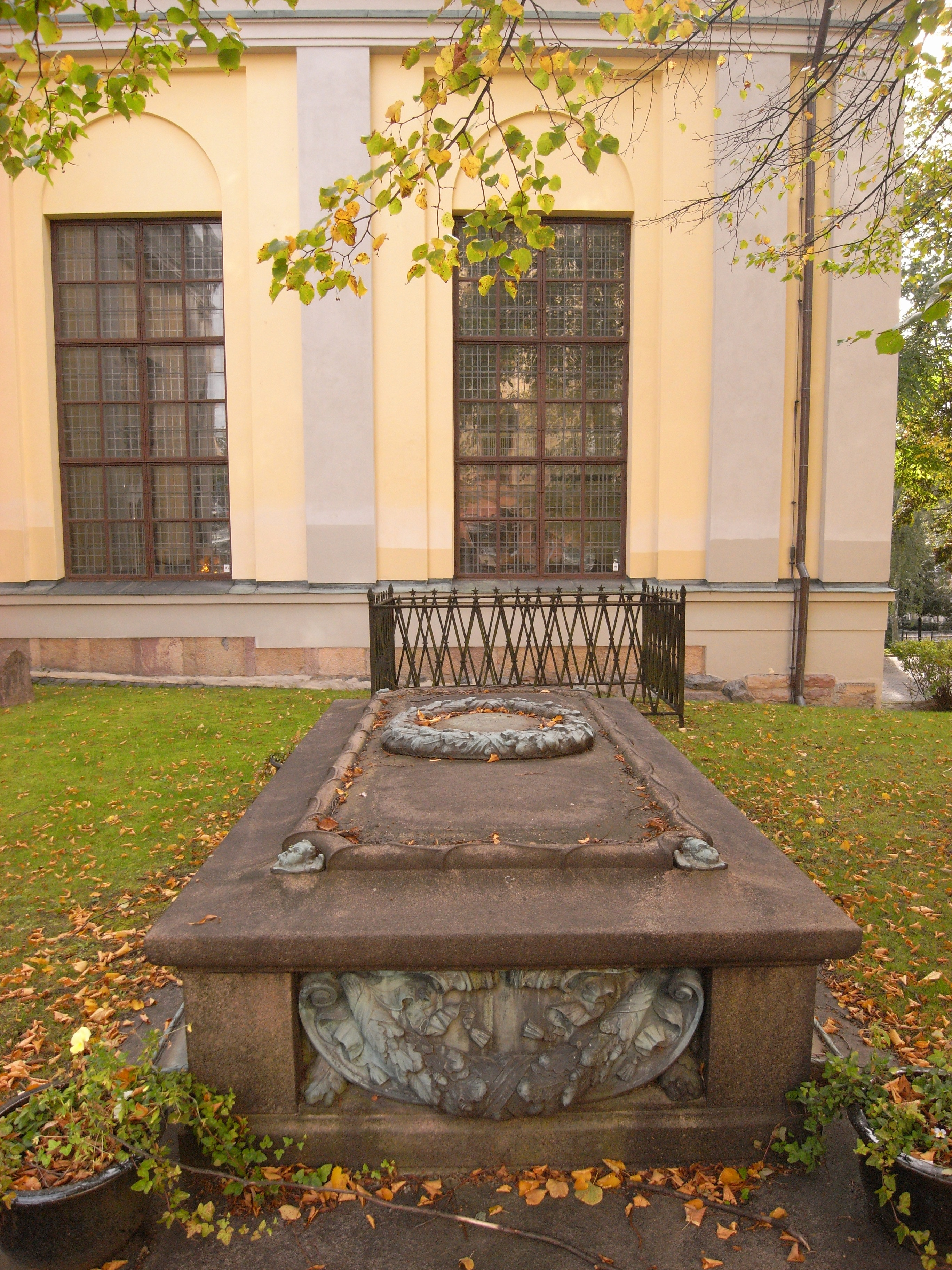
Gravsten på Kungsholmens kyrkogård.
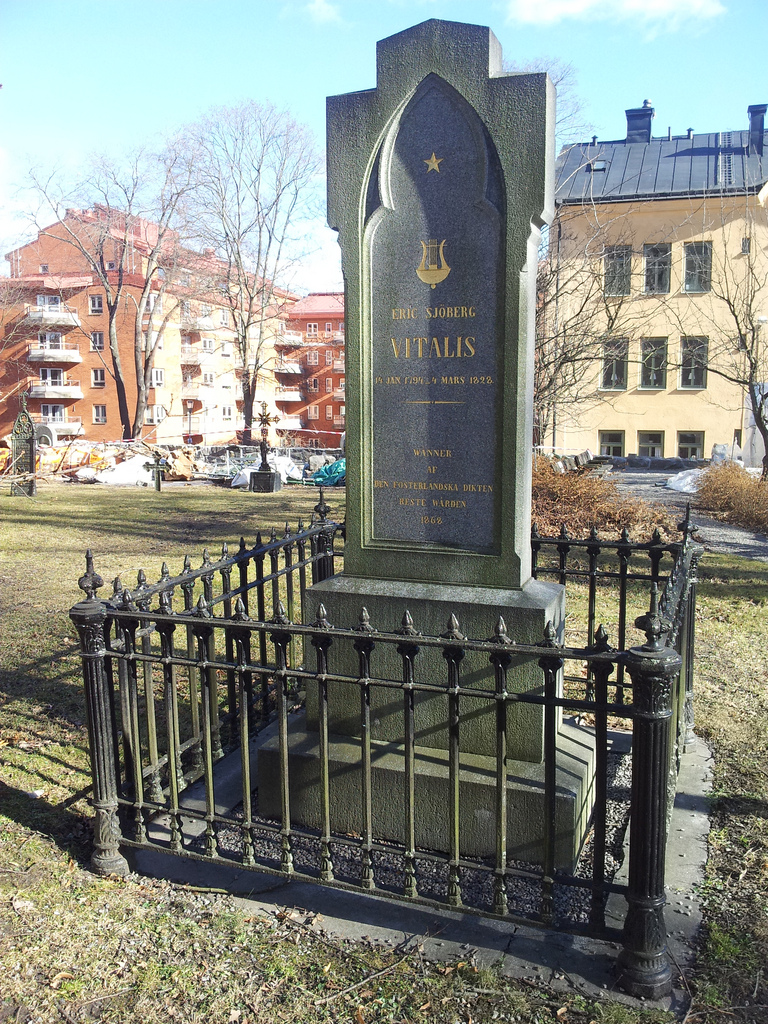
Vitalis gravvård.
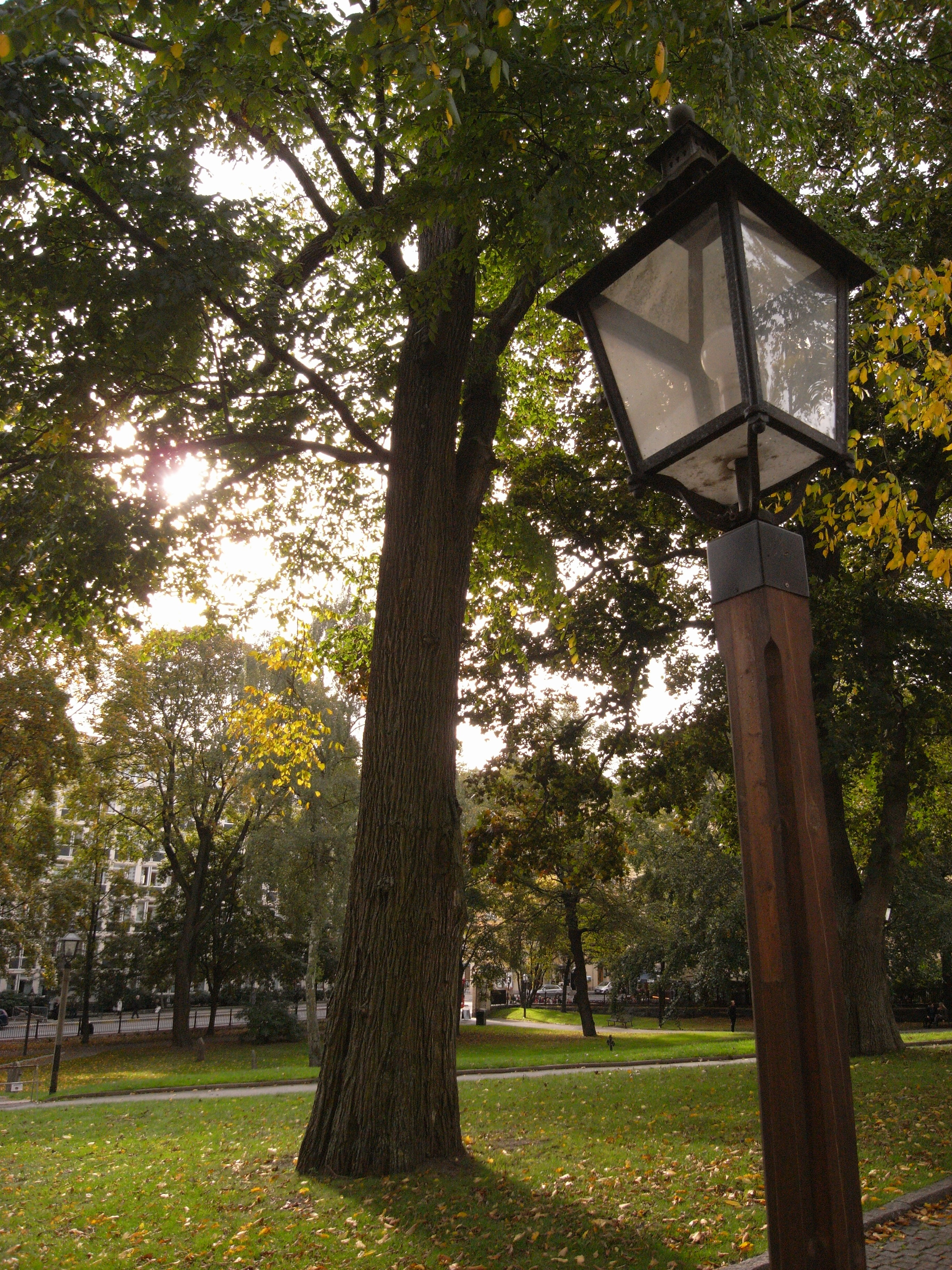
Kungsholmens kyrkogård.